# フォルクスワーゲン・T-Roc
T-Roc （ティーロック）は、ドイツの自動車メーカー、フォルクスワーゲンが製造・販売しているコンパクトクロスオーバーSUV（以下CUV）及び、コンバーチブルCUVである。  

## 概要
2014年のジュネーヴ国際モーターショーでコンセプトカーとして発表され、2017年8月にフォルクスワーゲンにおいて4番目のSUV（CUV）として販売を開始した。
当初、量産化される予定はなく、将来のフォルクスワーゲンSUVを具現化するコンセプトカーに留まると言及されていたが、後に方針転換がなされ、市販化が決定した。 
クーペのように流麗なボディスタイルを有した、スタイリッシュなデザインが特徴である。力強いデザインや見晴らしの良さといったSUVの魅力に、街中での取り回しの良さやスポーティな走りといったハッチバックの魅力が合わさったCUVである。 また、フォルクスワーゲンのSUVとしては初となる2トーンカラーを用意し、多彩なボディカラーに合わせ、グレードに応じてブラックまたはホワイトのルーフカラーを組み合わせることが可能となる。
堅牢かつ設計自由度の高いMQBプラットフォームを採用し、コンパクトで扱いやすいボディサイズながらも、 広々とした居住性に加えて、クラストップレベルの荷室容量（445ℓ/最大1,290ℓ）を確保するなど、高い実用性も有している。
先行車を完全停止状態まで自動追従して走行する、アダプティブクルーズコントロール"ACC" （全車速追従機能付）、プリクラッシュブレーキシステム"Front Assist" （歩行者検知対応シティエマージェンシーブレーキ機能付）などの上級モデル譲りの先進安全装備を標準装備とした。さらに、ナビゲーション機能やオーディオシステムに加え、コネクテッドカーとしての機能を有する、Volkswagen 純正インフォテイメントシステム“Discover Pro”や、画面全体に ナビゲーションマップを表示できる、デジタルメータークラスター“Active Info Display”などの快適装備も設定することで、高い安全性や快適性を実現している。
兄弟車に、フォルクスワーゲン・ゴルフ、セアト・レオン 、アウディ・A3 、シュコダ・オクタヴィアがある。主なライバルとして、プジョー・2008、アウディ・Q2、日産・ジュークなどが挙げられる。
欧州市場向けは、元々VW・シャラン及びフォード・ギャラクシーの生産合弁のために建設されたポルトガル・セトゥーバルにある工場で組み立てられる。中国市場向けは、仏山市にある一汽フォルクスワーゲン合弁工場で組み立てられる。  
インド市場では、2020年のニューデリーオートエクスポで展示され、輸入車として販売が開始された。北米、メキシコ、アルゼンチン、ロシアなどCIS諸国、中東、北アフリカ、東南アジアでは販売されていない（トゥーラン・シャランと同様）。  
2022年現在、デビューからわずか4年で、全世界累計販売台数は100万台を突破している。日本市場においても、特徴的なエクステリアデザインや、2トーンカラーが選択できる幅広いカラーバリエーションにより、顧客から高い評価を受けている。  

### カブリオレ
VWブランド初のコンバーチブルCUVであり、2019年夏に追加投入された（日本未導入）。2ドアモデルのみの設定で、ホイールベースが37mm、全長が34mm延長されている。フロアやサイドパネル、Aピラーなどには補強が施されており、クロスメンバーも強化品に置き換えられている。  
電動開閉の格納式ルーフは、コンベンショナルなソフトトップを採用。開閉に要する時間は9秒で、時速30km以下で作動する。荷室容量は、ルーフを格納した状態でも284ℓが確保されており、リアシートを倒してトランクスルーにすることも可能である。

### 日本での販売
2020年7月15日、発表・発売開始。全車に2.0L TDIエンジンが搭載され、これに7速DSGを組み合わせる。グレードは、「TDI Style」、「TDI Style Design Package」、「TDI Sport」、「TDI R-Line」の4グレードが設定される。
同年12月4日、仕様変更。エンブレムの意匠変更を行うとともに、VWの日本仕様車としては初採用となるインフォテイメントシステム「Discover Media」を「TDI Style」を除く全てのグレードに標準設定した。
2021年5月13日、1.5L TSIエンジン搭載モデル「TSI Style」、「TSI Style Design Package」を追加設定。併せて、TDIエンジン搭載モデルが一部改良され、「TDI Style」と「TDI Style Design Package」は標準搭載のインフォテイメントシステムを、TSIエンジン搭載モデルと同じ「Ready 2 Discover」へ変更し、「TDI Sport」と「TDI R-Line」には電動パノラマスライディングルーフのオプション設定が追加された。
同年11月2日、特別仕様車「Black Style」が発売された。「TSI Style Design Package」「TDI Style Design Package」をベースに、フロントグリル下部・ウインドーフレーム・ストリップ（サイド・リア）・ルーフレール・専用デザインCピラーをブラックに変え、18インチアルミホイールを特別装備。さらに、パークディスタンスコントロール（フロント/リア、前進/後退時衝突被害軽減ブレーキ機能付）、オプティカルパーキングシステム、純正インフォテイメントシステム「Discover Media」を特別装備した。
2022年7月25日、マイナーチェンジ。ダッシュボードやドアトリムにステッチを施したソフト素材やレザレットを採用するなどインテリアの改良が行われ、インフォテイメントディスプレイはタブレットのように配置され、ステアリングホイールを新デザインに変更。デジタルメータークラスターやタッチコントロール式エアコンパネルは全車に標準装備された。外観も刷新されており、前後バンパーやライトまわりを変更。フロントグリルにはエンブレムを挟んで左右に一本のLEDストリップが設置され、フロントエプロンには六角形のデイタイムライニングライトが備わった。安全面では同一車線内全車速運転支援システム「Travel Assist」や緊急時停車支援システム「Emergency Assist」が全車に標準装備され、駐車支援システム「Park Assist」も全車標準装備となった。グレード体系は既存グレードを「TSI Style」・「TDI Style」・「TDI R-Line」に絞り、1.5L TSIエンジン搭載車にはエントリーグレードとして「TSI Active」を追加。さらに、2.0L TSIエンジンを搭載したハイパフォーマンスモデル「R」が日本初導入された。専用エクステリア、専用ナパレザーシート、専用レザーマルチファンクションステアリングホイール、専用スポーツサスペンションを採用するとともに、ステアリングヒーター、ブルーブレーキキャリパー、19インチタイヤ&アルミホイールといった専用アイテムを多数装備。T-Rocでは唯一となるフルタイム四輪駆動システム「4MOTION」が搭載された最上位グレードとなる。
同年8月9日、仕様変更（同月下旬以降順次出荷）。ブラック仕様のルーフカラーを従来のディープブラック パールエフェクトからブラック（ソリッド）へ変更された。なお、車両本体価格（メーカー希望小売価格）は据え置きとなる。
2023年10月17日、特別仕様車「Black Style」が発売された。「TSI Style」・「TDI Style」・「TDI R-Line」・「R」をベースに、共通で外観はフロントグリル下部、ルーフレール、サイド・リアのクロームトリムがブラックアウト化され、Cピラーに専用デザインのフォイルを貼付。内装はダッシュパッド、エアコンベゼル、インフォテイメントディスプレイ、センターコンソールの加飾がブラックアウト化された。また、アルミホイールが専用意匠のブラックペイント仕様となり、「TSI Black Style」と「TDI Black Style」はベースグレードの17インチから18インチにインチアップされた。加えて、ベースグレードでは「R」に標準装備されている"Discover Pro"パッケージを「TSI Black Style」・「TDI Black Style」・「TDI R-Line Black Style」に特別装備された。
2025年1月7日、仕様変更。TDIエンジン搭載モデルのパワートレインが一新されるとともに、駆動方式がFFから4WDへ変更された。ツインドージングシステムを採用した最新のTDIエンジンに、フルタイム四輪駆動システム「4MOTION」が組み合わされる。あわせて、エクステリアとインテリアの各部をブラックで仕立てた「Black Style」が再設定された。

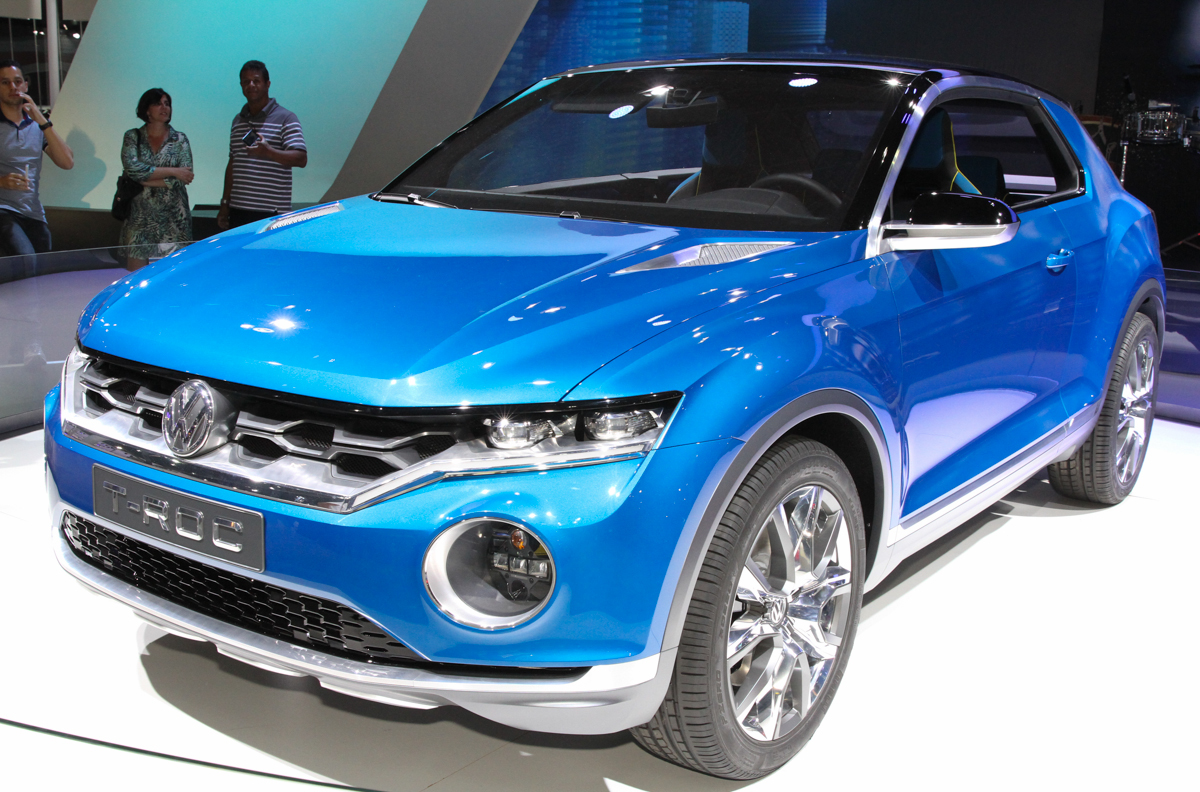
コンセプトモデル
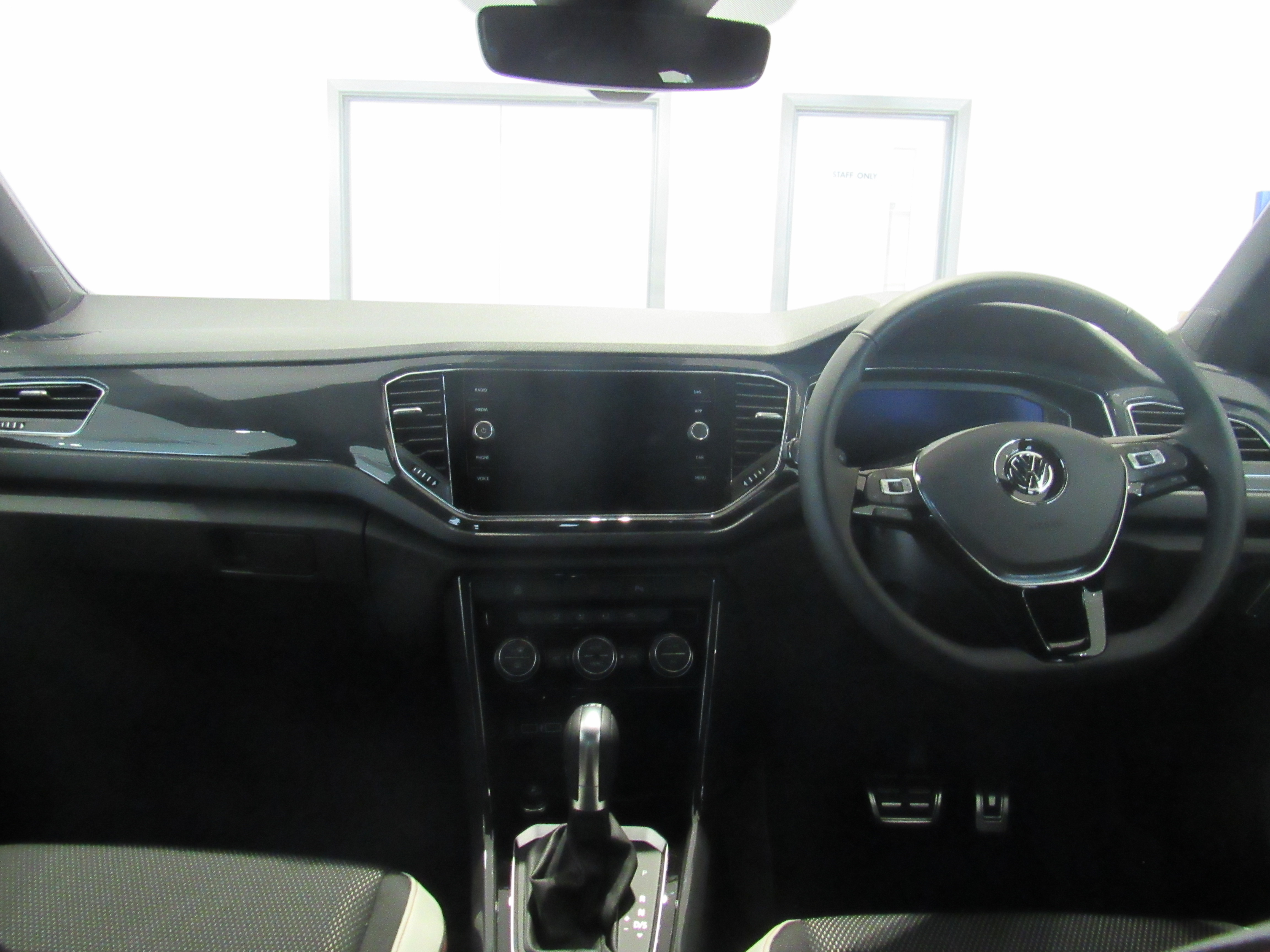
前期型　インテリア
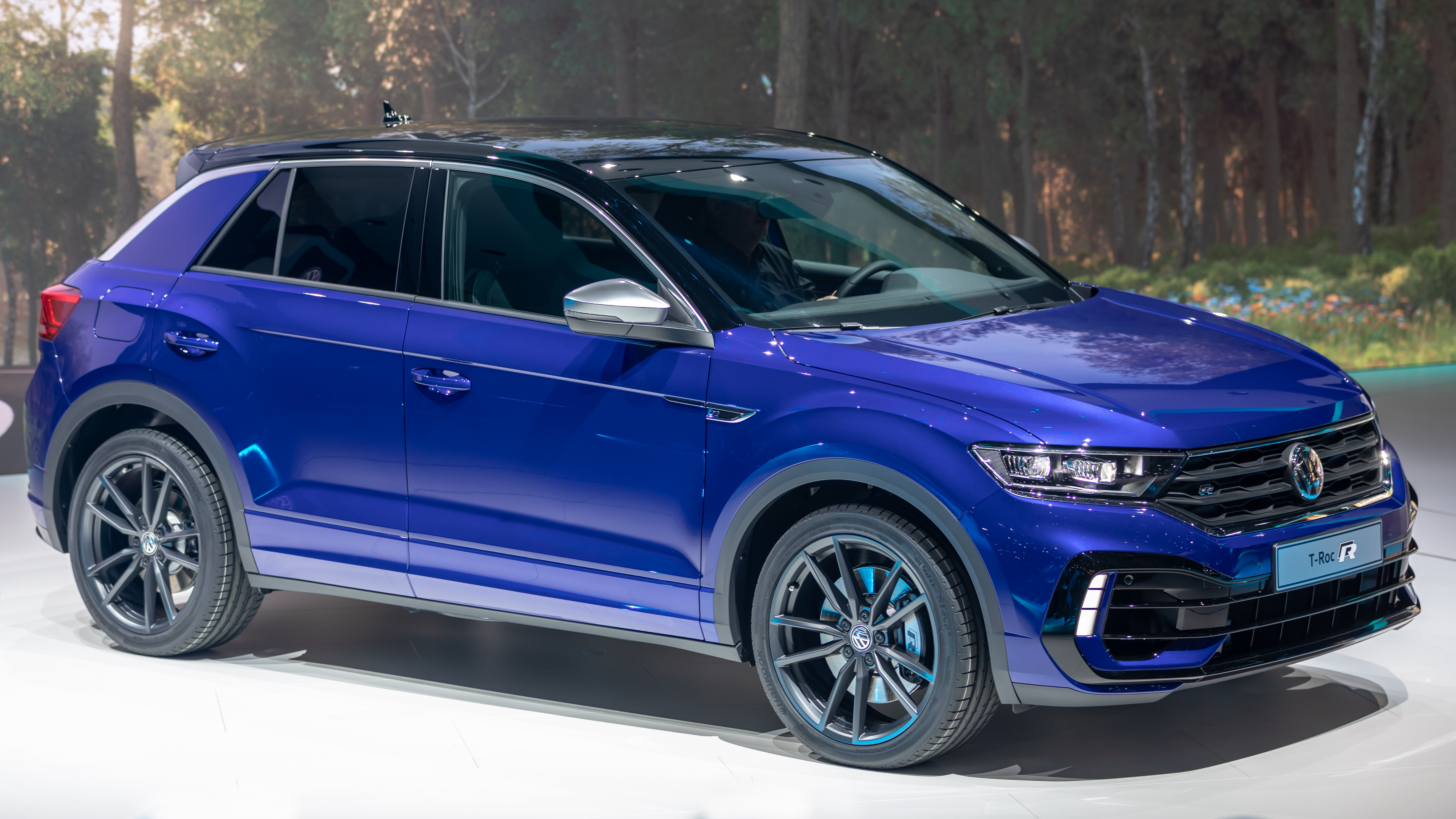
R　フロント
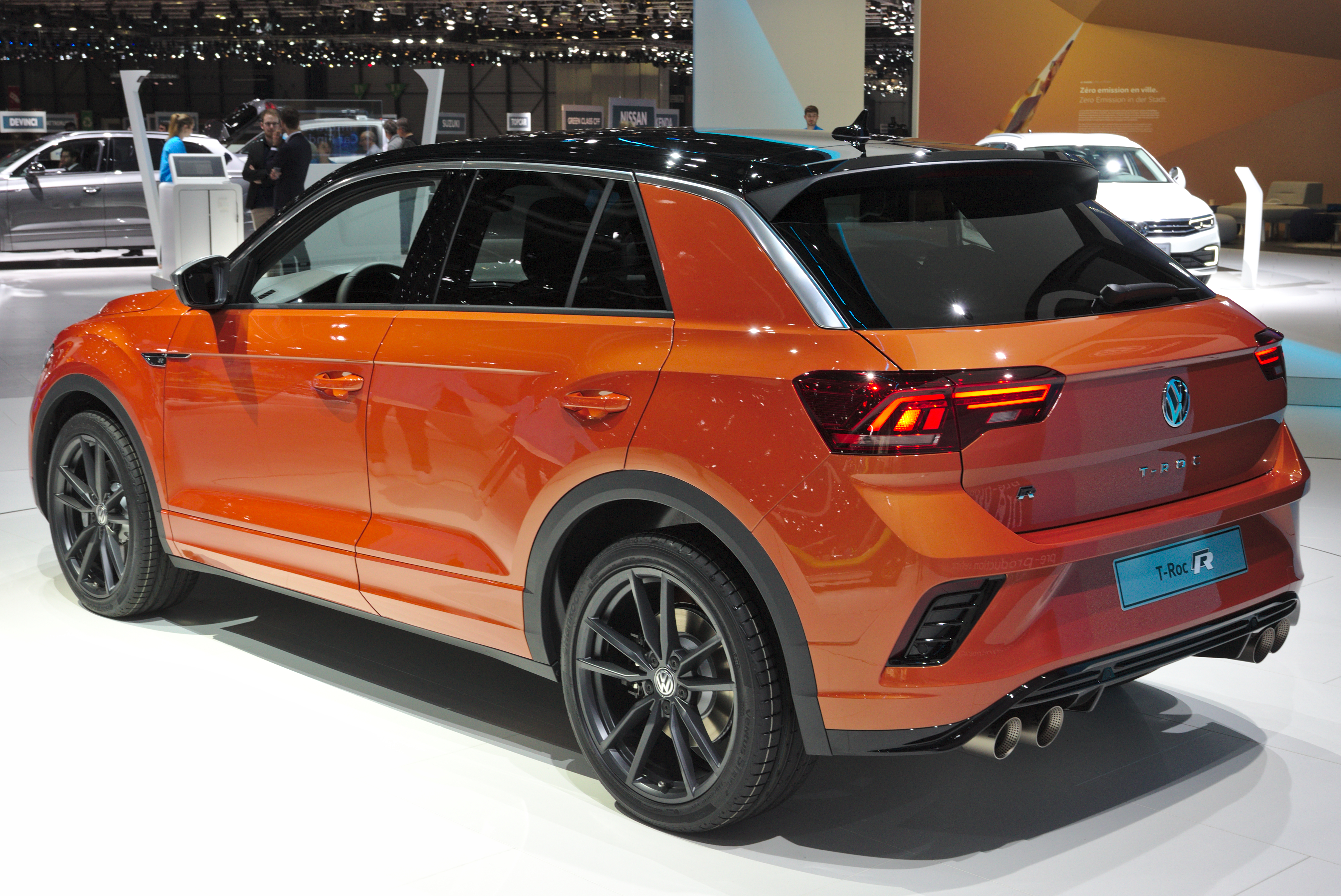
R　リア
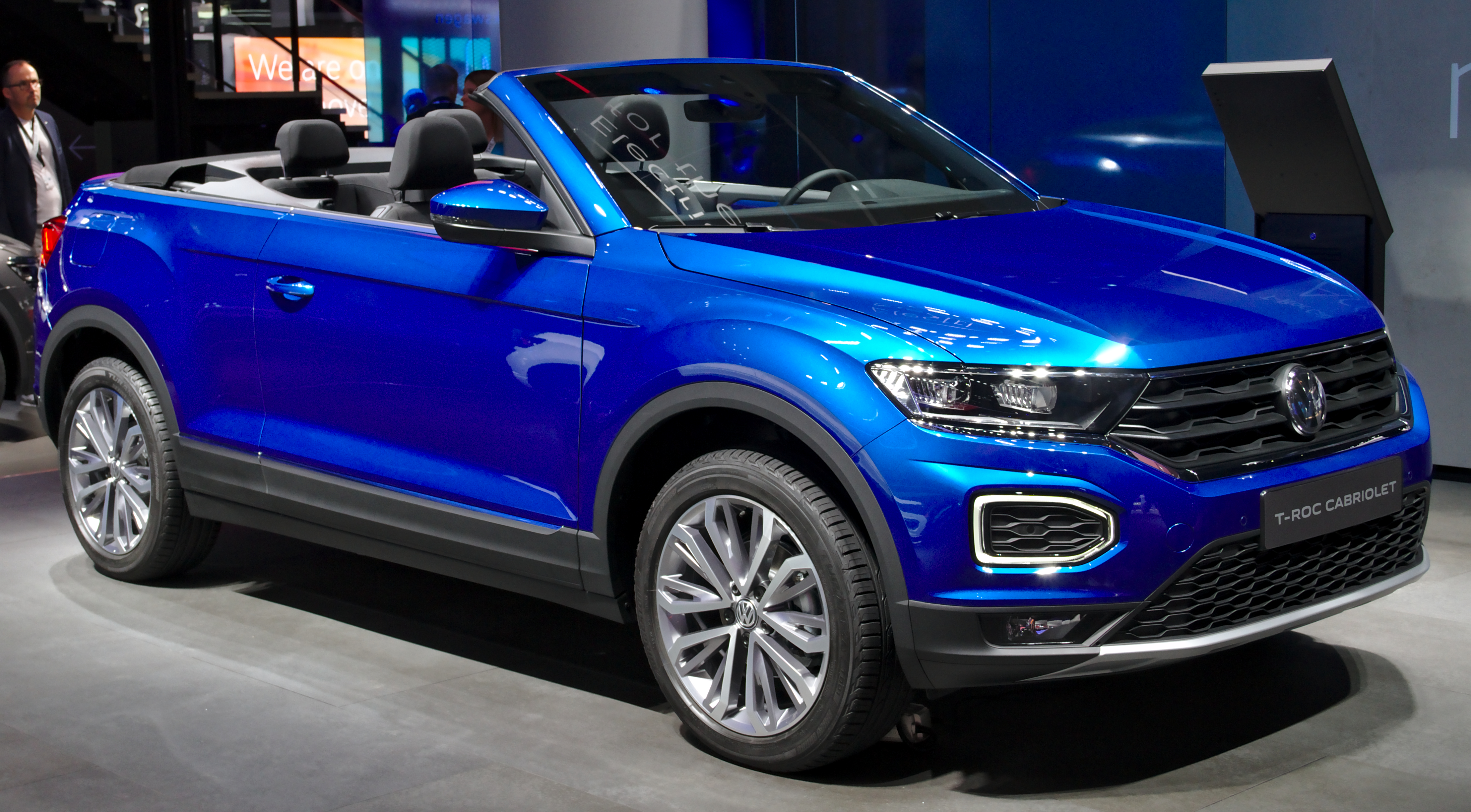
カブリオレ　フロント
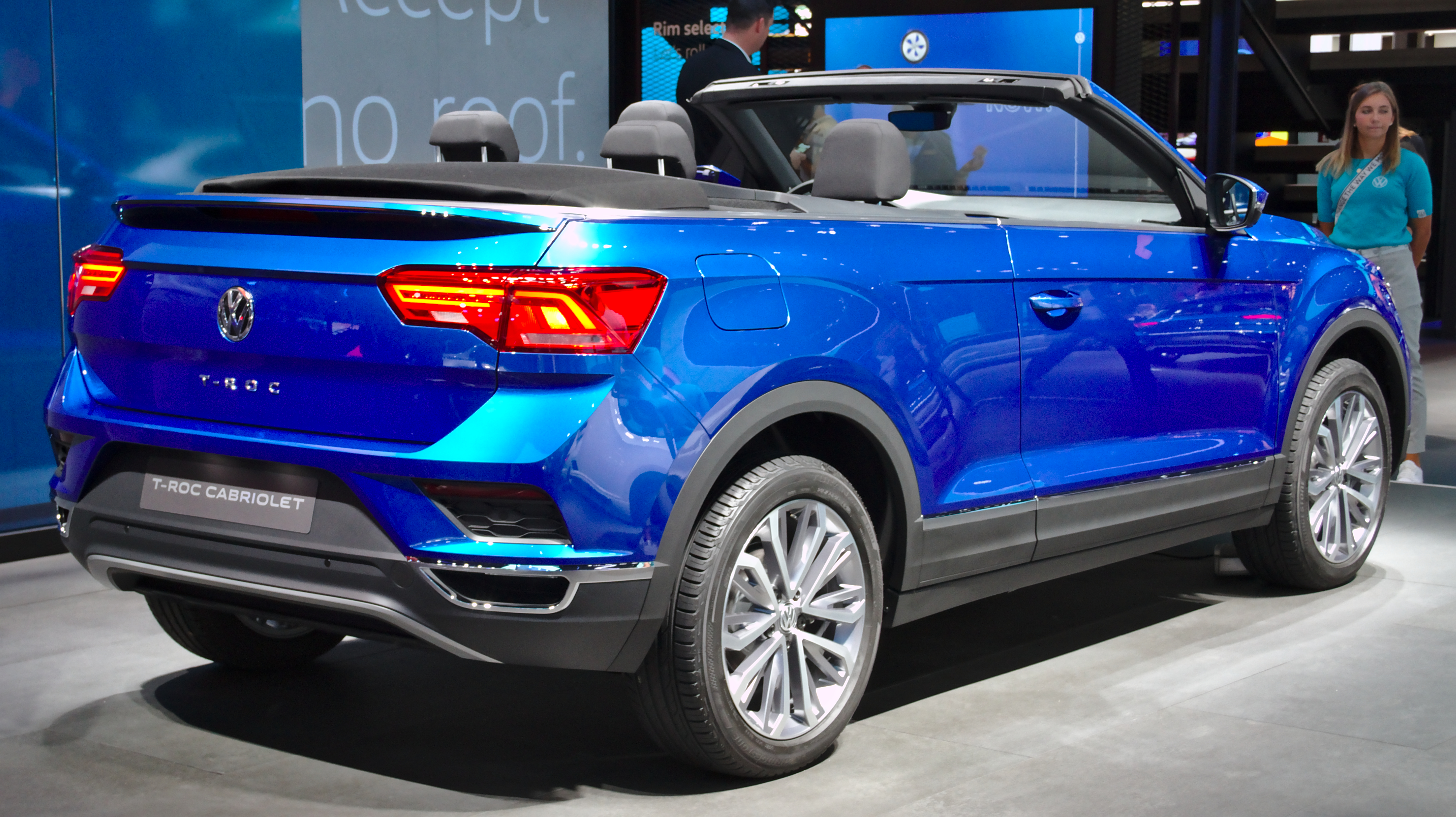
カブリオレ　リア

## テクニカルデータ
2018年時点で、6機種のエンジンが設定されており、全て直噴ターボとなる。登場初期から販売されているのは、ガソリンエンジン2種とディーゼル1種のみである。 
うち、TDIエンジンは、6.9秒で車を0〜62 mph（100 km / h）に加速でき、最高速度は130 mph。燃費は57.6 MPGで、キロメートルあたり129グラムのCO2を見積もっている。 
2019年8月に欧州市場で発売された、ハイパフォーマンス版の「R」には、300 hpを発揮する2.0 TSIエンジンが搭載された。 
| ガソリン                  | ガソリン                            | ガソリン                                | ガソリン                            | ガソリン                        | ガソリン             | ガソリン           |
| 型                        | タイプ                              | 出力                                    | トルク                              | 加速度 0〜100 km/h （0-62 mph） | 最高速度             | トランスミッション |
| ------------------------- | ----------------------------------- | --------------------------------------- | ----------------------------------- | ------------------------------- | -------------------- | ------------------ |
| 1.0 TSI 115               | 直列3気筒DOHC 999 cc（61 cu in）    | 115 PS (85 kW; 113 hp) 5,000〜5,500 rpm | 200 N⋅m (148 lb⋅ft) 2,000–3,500 rpm | 10.1秒                          | 185 km/h （115 mph） | 6速MT              |
| 1.5 TSI 150               | 直列4気筒DOHC 1,498 cc              | 150 PS (110 kW; 148 hp) 5,000 rpm       | 250 N⋅m (184 lb⋅ft) 1,500–3,500 rpm | 8.4秒                           | 204 km/h （127 mph） | 6速MT 7速DSG       |
| 2.0 TSI 190 4MOTION       | 直列4気筒DOHC 1,984 cc（121 cu in） | 190 PS (140 kW; 187 hp) 5,000 rpm       | 320 N⋅m (236 lb⋅ft) 1,500 rpm       | 7.2秒                           | 216 km/h （134 mph） | 7速DSG             |
| 2.0 TSI R 4MOTION         | 直列4気筒DOHC 1,984 cc（121 cu in） | 300 PS (221 kW; 296 hp)                 | 400 N⋅m (295 lb⋅ft)                 | 4.9秒                           | 250 km/h （155 mph） | 7速DSG             |
| ディーゼル                |                                     |                                         |                                     |                                 |                      |                    |
| 1.6 TDI 115               | 直列4気筒DOHC 1,598 cc（98 cu in）  | 115 PS (85 kW; 113 hp) 3,250 rpm        | 250 N⋅m (184 lb⋅ft) 1,500 rpm       | 10.7秒                          | 200 km/h （124 mph） | 6速MT              |
| 2.0 TDI 150cv SCR 4MOTION | 直列4気筒DOHC 1,968 cc（120 cu in） | 150 PS (110 kW; 148 hp) 3,500–4,000 rpm | 320 N⋅m (236 lb⋅ft) 1,750–3,000 rpm | 8.4秒                           | 200 km/h （124 mph） | 7速DSG             |